# بیلتش ناد اورلیتسی
بیلتش ناد اورلیتسی (به چکی: Běleč nad Orlicí) یک منطقهٔ مسکونی در جمهوری چک است که در ناحیه هرادتس کرالووه واقع شده‌است. بیلتش ناد اورلیتسی ۲۹۴ نفر جمعیت دارد.